# Killing Blue
Killing Blue ist ein 1988 auf Englisch gedrehter, deutscher Actionfilm mit Armin Mueller-Stahl, Morgan Fairchild und Michael York in den Hauptrollen. Regie führte Peter Patzak.

## Handlung
Der von den Dämonen seiner Vergangenheit verfolgte Berliner Kommissar Glass haust in einer abbruchreifen, verschlampten Wohnung und wird immer wieder schweißgebadet aus seinen Alpträumen gerissen, seit er einst in einem wilden Schusswechsel mit einem Gangster durch die Schwaden eines angeschossenen Feuerlöschers versehentlich ein kleines Mädchen angeschossen hat. Bei diesem Einsatz gegen einen Großdealer kam auch sein Kollege ums Leben. Glass, in seinem Schmuddellook eine altersmüde Reminiszenz an Duisburgs Horst Schimanski, ist frei jedweder Illusionen, was bei ihm zu einer gewitzten Rotzigkeit geführt hat, die gleich an ihrem ersten Arbeitstag auch seine neue Assistentin Shirley May, eine junge Frau im Discolook und mit erhöhtem Tussifaktor, zu spüren bekommt. Bald kann Shirley, die nicht auf den Mund gefallen ist, an der Seite des knurrigen, abgewetzten Polizeiveteranen zeigen, dass sie durchaus einsetzbare Fähigkeiten besitzt. Schon beider erster Fall hat es in sich: Ein 16-jähriges Schulmädchen, die Ballettschülerin Ines Berger, wurde, mit Vaseline zugeschmiert, tot aufgefunden, und die Spur führt rasch auf den Berliner Babystrich und ins Drogenmilieu der Halbstadt. Ines starb, das ergeben die Untersuchungen, an einer Überdosis Heroin. Und wie man kurz zuvor sehen konnte, wurde ihr der „goldene Schuss“ gewaltsam verabreicht, während das Mädchen im Dämmerzustand lag. Der amerikanische Zuhälter Miskowski, der derzeit in Berlin sein Unwesen treibt, gilt als Hauptdrogenlieferant des Mädchens.
Glass ist bereits derart müde und geschlaucht von den immer gleichen Elendsfällen, die das Berlin der 1980er überschwemmen, dass er nur sehr lustlos, fast widerwillig diesen Fall übernimmt. Doch eines Tages geschieht ein weiterer Mädchenmord, und diesmal trifft es Monika Carstens, die Stieftochter eines alten Freundes, desjenigen Staatsanwalts, mit dem er oftmals zusammenarbeitete. Monika stand ebenfalls auf der Liste Miskowskis, die die Namen seiner Drogenkunden enthält. Nun erwacht in Glass der Ehrgeiz, den Wahnsinnigen dingfest zu achten, der dafür verantwortlich ist. Auf der Jagd nach Miskowski gerät nun auch Shirley May kurzzeitig in dessen Hand. Als Glass erscheint, wird dieser von dem Gangster niedergeschlagen und beide Polizeibeamten ihrer Klamotten beraubt. Als sich kurz darauf Miskowski mit Staatsanwalt Carstens unter konspirativen Umständen in einem alten Bahnhof trifft, ersticht Carstens ihn kaltblütig und nimmt diesem einen Koffer mit kompromittierenden Fotos, mit denen Miskowski offensichtlich den deutschen Staatsbeamten erpresst hatte, ab. Glass will dem ihm bis dahin noch nicht bekannten Täter eine Falle stellen und lässt verbreiten, dass Miskowski schwer verletzt in einem Krankenhaus liegt. In dessen abgedunkeltem Zimmer lauert er dem Täter auf, in der Hoffnung, dass dieser auch erscheinen wird, um sein Werk zu vollenden.
Tatsächlich erscheint Carstens und schleicht sich in das Zimmer mit dem angeblich Schwerverletzten hinein. Glass überrascht seinen alten Freund, doch der kann glaubhaft machen, dass er hier nur rein dienstlich erschienen ist. Von Glass erfährt Carstens zu seiner klammheimlichen Freude auch, dass Miskowski tatsächlich bereits tot ist. Mit der Hure Lisa, einst Miskowskis Partnerin, als Lockvogel will Glass Carstens, den er nun doch zu verdächtigen beginnt, hinter einer Reihe von Vaseline-Morden zu stecken, aus seinem Versteck locken. Sie habe, so lässt Lisa Carstens gegenüber durchscheinen, die von Carstens dringend gesuchten Fotonegative. Vor einer Kühlhalle, wo Lisa auf Carstens wartet, um angeblich die Negative zu überreichen, kommt es zum Showdown. Carstens zerrt Lisa in die Fleischhalle, zückt ein Messer und beschmiert auch Lisa mit Vaseline, um sie anschließend abzustechen. Doch Glass und seine Leute warten bereits draußen und retten Lisa. Carstens bricht in Glass‘ Armen weinend zusammen. In der Schlussszene kann Alexander Glass, der mit Lisa eine gemeinsame Zukunft plant, bei einem Einsatz mit Shirley und seinen Leuten auch endlich denjenigen Gangster verhaften, der ihm damals beim fatalen Schusswechsel zu Beginn des Films durch die Lappen gegangen war.

## Produktionsnotizen
Killing Blue entstand zwischen dem 20. Mai und dem 24. Juni 1988 in Berlin und wurde am 3. November 1988 uraufgeführt.
Dieter Nobbe hatte die Herstellungsleitung, Rainer Schaper entwarf die Filmbauten. Detlev Fichtner zeichnete für den Ton verantwortlich, Milan Bor für die Tonmischung.

## Kritik
„Peter Patzak … mag keine Sentimentalitäten und sehnt sich doch nach der warmen, dunklen Kälte der Krimi-Welten, gegen die er doch einst vom irren Kottan ermitteln ließ. Sein Film strotzt vor ironisch gebrochener Melancholie.“

„Ein eher verkrampftes Spiel mit Versatzstücken des Psychokrimis; befremdlich die unausgegorene Mischung von knallharter Action auf der einen, Kalauer und Klamauk auf der anderen Seite.“